# Участковая скорость
Участко́вая ско́рость движения грузового поезда, км/ч — железнодорожный термин; означает среднюю скорость движения поезда по участку с учётом времени стоянок на промежуточных станциях, разгона, замедления и задержки поезда на перегонах.
Для определения средней участковой скорости необходимо произведение числа поездов на длину участка (в км) разделить на сумму продолжительности (в часах) нахождения этих поездов на данном участке:
{\displaystyle V_{y}={\frac {\sum {NS}}{\sum {Nt_{y}}}},}
где {\displaystyle \sum {NS}} — суммарные поездо-километры на участке; {\displaystyle \sum {Nt_{y}}}— поездо-часы с учетом стоянок поездов на промежуточных станциях.
Участковая скорость зависит от пропускной способности участка, технического состояния пути и подвижного состава, графика движения поездов и диспетчерского регулирования.
Участковая скорость используется при нормировании перевозочного процесса и оперативном управлении перевозочным процессом для определения потребного парка вагонов и локомотивов, числа поездных бригад.